# Gustavo Eberto
Gustavo Daniel Eberto (Paso de los Libres, 30 agosto 1983 – Buenos Aires, 3 settembre 2007) è stato un calciatore argentino, di ruolo portiere.

## Biografia
È deceduto all'età di 24 anni a causa di un tumore del testicolo.

## Carriera

### Club
Cresciuto nel settore giovanile del Boca Juniors, Eberto fu incluso per la prima volta nella squadra dei titolari nel 2003, senza però trovare spazio. Debuttò in campionato il 6 luglio 2003, al Gigante de Arroyito contro il Rosario Central. In quell'incontro il tecnico del Boca decise di schierare la squadra giovanile, poiché i titolari erano reduci dalla vittoria in Coppa Libertadores e non erano pertanto disponibili: Eberto subì 7 reti, 4 delle quali segnate da Luciano Gabriel Figueroa, due da Mariano Messera e una da César Delgado. In seguito non fu più impiegato fino al 2005 (anche se giocò due amichevoli nel 2004), anno in cui scese in campo da titolare nella gara con l'Almagro. La partita fu sospesa al 65', e il risultato fu ratificato dalla Asociación del Fútbol Argentino come una doppia sconfitta: al Boca per 2-3 e all'Almagro per 2-0. Lasciò poi il club di Buenos Aires per passare al Talleres, club di seconda divisione, in cui giocò una partita prima di ritirarsi.

### Nazionale
Eberto giocò, nel 2003, tre competizioni ufficiali con la maglia della Nazionale: il Campionato sudamericano di calcio Under-20 2003, i Giochi panamericani del 2003 e il campionato del mondo Under-20 2003. Nella seconda manifestazione fece parte della squadra che ottenne il titolo, giocando da titolare 5 partite e subendo 5 reti. Circa quattro mesi dopo fu scelto per rappresentare il proprio Paese nel massimo torneo giovanile per Nazionali. Esordì il 28 novembre a Sharjah contro la Spagna, e giocò tutte e 6 le gare da titolare, subendo 7 gol.

## Palmarès

### Club
- Campionato argentino: 2

Boca Juniors: Apertura 2003, Apertura 2005

### Nazionale
- Campionato sudamericano Under-20: 1

2003
- Giochi panamericani: 1

2003